# 火焰之纹章 圣战之系谱
《火焰之纹章 圣战之系谱》是一款由Intelligent Systems制作、任天堂發行的戰略角色扮演遊戲，適用於超級任天堂平台。這款遊戲是火焰之纹章系列的第四款作品，同時是第二款發行於超級任天堂上的作品。故事設定在尤格多拉爾大陸上，十二位聖戰士在神龍族的幫助下封印了邪惡的地龍羅普托烏斯，並各自在大陸上建立國家。數百年後，一個信奉羅普托烏斯的邪惡教團挑起各國之間的戰爭，並意圖復活牠。遊戲分為兩部分，玩家需要分別控制主角西格爾特及其子賽列斯以推動劇情發展。遊戲玩法遵循系列傳統，每場戰鬥都在網格狀地圖上進行，但同時增加及改良了武器三角系統及支援系統等元素，直接影響遊戲玩法及故事情節。
在完成《火焰之紋章 紋章之謎》後，開發團隊便開展了遊戲的開發工作。曾經參與前作開發工作的加賀昭三、橫井軍平、辻橫由佳及小屋勝義等人亦回歸。而這部作品亦是橫井軍平最後參與開發的遊戲。與以前的作品相比，雖然開發團隊在本作加入了新的遊戲機制，但他們更專注在遊戲故事之上。員工之間的人事變動，加上戀愛系統的突然出現及相關故事情節的增加，以致遊戲的製作過程非常混亂。遊戲最初以《火焰之紋章 光的繼承者》為標題，訂於1996年3月發行，但後來則改為現時的標題並延至同年5月發行，並取得商業上的成功。1999年，任天堂發行與遊戲共享同一個世界觀的後續作品《火焰之纹章 多拉基亚776》。另外，在遊戲中引入的許多機制均在其他後續作品內被進一步應用。

## 玩法

遊戲畫面，顯示了敵我雙方單位，以及我方單位移動及攻擊距離等資料

《火焰之紋章 聖戰之系譜》是一款戰略角色扮演遊戲，玩家需要控制主角西格爾特及其兒子賽列斯，在尤格多拉爾大陸上執行各種任務以推動劇情發展。遊戲故事分成數章，分別以西格爾特及賽列斯的視角進行。在執行任務之前及期間，角色單位將會在城池據點內安頓下來，而玩家在此時可採取不同行動，例如修理武器、買賣武器道具及參加競技場戰鬥等。另外，玩家亦可以透過到訪任務地圖內的城堡城鎮，以獲得類似服務。
遊戲內的每場戰鬥都在網格狀地圖上進行，而戰鬥系統則採用回合制，敵我雙方的每個單位都能在各自的回合內移動及採取不同行動。角色單位在一回合內能同時移動及採取行動，而在某些情況下單位更可以在同一回合內移動兩次。針對戰鬥部分，遊戲引入了全新的武器三角系統，以石頭、剪子、布規則來影響各種武器的優劣勢：長槍剋劍，劍剋斧，斧剋長槍。另外，魔法系統亦採用相同設計，其中火系、雷系及風系魔法均互相剋制，而光系及暗系魔法則獨立存於該相剋系統之外。每個角色單位都有所屬的兵種，而該兵種則決定了角色能使用的武器種類、技能、攻擊範圍、移動距離、對其他單位的影響、擁有的潛在技能，以及在戰鬥中會使用被動技能還是具有攻擊性的技能。武器種類亦會影響單位的戰鬥表現，例如使用斧頭的單位能對敵方造成更大傷害，但相較其他裝備長劍的單位其負重會顯著增加。
玩家在任務中所採取的行動可能會觸發任務目標及敵人行為的劇本更改，從而影響接下來發生的事情。例如，當玩家指派單位突襲敵方城堡時，相鄰城堡則會派遣一大群單位攻擊玩家。每次戰鬥後角色都會獲得經驗值，而當經驗值每累積至100時便會自動升級，並會隨機提升能力值。所有角色一旦被敵方擊敗便會永久死亡，玩家亦不能在遊戲的餘下章節內使用相關角色。如果主角在任務章節內陣亡，遊戲則會結束。每一章節都有不同的勝利條件，例如是擊敗所有敵人或到達地圖上的特定位置等。
角色關係是遊戲玩法的核心部分，當中包括可選對話及由故事推動角色之間的戀情。在任務章節內，部分角色會互相交談。而在描述第一代主角的故事內，當某些角色加入玩家隊伍後，更會觸發一些浪漫情節。遊戲新增戀愛系統，玩家可以自由配對第一代角色，而經配對後所得出的第二代角色則會有著父母的血統及技能，換言之第二代角色的能力值及個人技能將會受到其父母屬性的影響。若玩家在遊戲前半部分沒有為某些角色進行配對，系統則會在後半部分以默認的代替角色填補空白，但其能力值則會較弱。此外，玩家亦能自由配對第二代角色，但這只會影響雙方的能力值。當有著戀愛或家庭關係的角色彼此相鄰時，他們的能力值將會有所提升，從而增加暴擊率。除了正常的能力值增長方式外，在任務中敵我雙方的高級單位皆會擔任「指揮官」，並會提高一定範圍內所有單位的能力值，而多寡則取決於指揮官的星級。

## 概要

### 背景
遊戲故事發生在尤格多拉爾大陸，較為主要的國家分別是古蘭貝爾王國、凡爾登王國、阿克斯多利亞諸公聯合王國、曼斯特地區、多拉基亞王國、米利托斯共和國、西里西亞王國及伊扎克王國。根據開發團隊所述，尤格多拉爾大陸與系列首作《暗黑龍與光之劍》及其續作《紋章之謎》所出現的阿卡奈亞大陸均位於同一個世界之內，但本作的故事是發生於上述兩款作品的數百年前，而當時阿卡奈亞大陸幾乎沒有人類文明出現，龍族亦正在相討如何對待人類這種生物。古蘭歷440年，地龍羅普托烏斯與祭司卡涅夫訂下契約，而後者則成為牠毀滅人類的助力。古蘭歷632年，神龍王那迦在征服尤格多拉爾大陸的過程中發現羅普托烏斯的計劃，於是派遣十二位戰士前往擊敗牠，並賜予他們注入了龍族鮮血及力量的武器，史稱「塔娜的奇蹟」。在這場「聖戰」中，十二位聖戰士擊敗羅普托烏斯及信仰牠的邪教「羅普特教團」，為大陸帶來和平，後來他們更各自建立國家，而十二件神器則成為他們的鎮國之寶。遊戲故事發生在古蘭歷757年。

### 劇情
古蘭歷757年，來自伊扎克王國的蠻族攻打塔娜城堡，於是古蘭貝爾王國的科爾特王子便聯同其友希亞費公國的拜倫勳爵，開始遠征伊扎克王國。與此同時，凡爾登王國趁著古蘭貝爾大軍遠征的空檔，突襲尤古維城並俘虜了尤古維家的艾婷公主，而拜倫勳爵的兒子西格爾特在聞訊後立刻帶領騎士團予以反擊，並奪回尤古維城。攻入凡爾登王國後，西格爾特便成功救回被擄的艾婷，後來亦得知伊扎克早已被古蘭貝爾攻陷、凡爾登國王被黑暗魔道士操縱的事實。期間，西格爾特在森林深處邂逅一位名叫迪雅朵拉的神秘女子，之後更在她的支援下成功擊敗黑暗魔道士，結束與凡爾登之間的戰事。而隨著劇情的推進，迪雅朵拉的真實身份原來是科爾特王子與貝爾特瑪公爵夫人外遇後的私生女，是古蘭貝爾王室其中一員，同時她亦是十二聖戰士的後裔且身懷神龍王那迦血統，擁有擊敗暗黑神羅普托烏斯的力量。西格爾特及迪雅朵拉在遇見後隨即墜入愛河，更在阿克斯多利亞誕下兒子賽列斯。另一邊廂，倫巴底公爵及宰相雷普托爾企圖奪取古蘭貝爾的王座，在殺害科爾特王子後把此事嫁禍予西格爾特及其父親，而在同一時間迪雅朵拉更被神秘魔道士擄走。
被當作叛逆者的西格爾特被迫流亡，期間幸得西里西亞王子雷文的協助，方能逃避古蘭貝爾大軍的追擊。而羅普特教團的魔道士在擄走迪雅朵拉後，大主教曼夫羅伊施法消除了她的記憶，以達致復活暗黑神羅普托烏斯的目的：把她送到古蘭貝爾的貝爾特瑪公爵家，並撮合她與公爵長子阿爾維斯（而兩人均不知道雙方其實是同母異父的關係），而他們結合後所誕下的子嗣將會是承載羅普托烏斯意識的絕佳容器。在流亡期間，西格爾特把年幼的賽列斯託付予盟友，並讓他們帶著孩子們先行離開，前往伊扎克王國。之後，西格爾特擊敗了當初殺害科爾特王子的真兇——倫巴底公爵及宰相雷普托爾，並在貝爾特瑪公爵家當主阿爾維斯的幫助下抵達王都巴哈拉。在王都門前，西格爾特等人卻遭貝爾特瑪軍的伏擊，他亦在此時得知所有真相：阿爾維斯煽動公爵及宰相暗殺王子並把此事嫁禍給拜倫，然後利用西格爾特擊敗他倆人，最後再親自鎮壓「叛逆者」西格爾特，而自己的髮妻亦已變成阿爾維斯的妻子。最終，西格爾特被阿爾維斯以火魔法殺害，而其軍隊亦被貝爾特瑪軍殲滅，只有少數人得以倖存。「巴哈拉之戰」結束後，阿爾維斯成為古蘭貝爾的繼承者，及後更建立古蘭貝爾帝國，並即位成為首任皇帝。
在接下來的15年，阿爾維斯統治下的古蘭貝爾帝國在大陸上佔據統治地位，並構建了一個平等和平的世界。而阿爾維斯與迪雅朵拉亦育有兩名孩子，分別是繼承羅普托烏斯血統的尤利烏斯及繼承那迦血統的尤莉亞。後來，曼夫羅伊以暗之書「羅普托烏斯」污染支配尤利烏斯的精神，並把其轉化為羅普托烏斯的容器，而尤利烏斯亦開始變得暴虐無道。尤利烏斯試圖鏟除擁有那迦血統的尤莉亞，但後者在母親迪雅朵拉的拚死保護下成功逃脫，卻因過度驚嚇而導致失憶，而迪雅朵拉則被其子殺害。之後，尤利烏斯推翻其父阿爾維斯的統治並把他流放至希亞費公國，同時把帝國的管治形式改為君主專制，又在各地捕獲小孩當作祭品。另一邊廂，當年逃往伊扎克王國的賽列斯等人在當地反抗軍的幫助下不斷成長，最終形成了一股強大的反抗勢力，並成功解放伊扎克王國。此時，一度被認為在「巴哈拉之戰」陣亡的雷文突然出現，把失憶的尤莉亞托付予賽列斯，更以軍師的身份開始輔助他。之後，賽列斯等人遊走於大陸，支援各地的反抗勢力，逐漸解放被古蘭貝爾征服的國家。當賽列斯的軍隊擁有與古蘭貝爾相當的力量後，他便下令攻入古蘭貝爾帝國，並在希亞費城遇見遭流放的阿爾維斯。在獲得父親的遺物聖劍「斬裂劍」後，賽列斯以它擊殺阿爾維斯，以報殺父之仇。
在賽列斯及阿爾維斯戰鬥時，曼夫羅伊趁著空檔擄走尤莉亞。本來尤利烏斯打算立刻殺掉尤莉亞，但曼夫羅伊卻以黑魔法為她洗腦，並命令她與賽列斯等人戰鬥。之後，賽列斯率領少數精鋭前往曼夫羅伊的所在地，在擊敗他後成功喚醒尤莉亞。回復清醒的尤莉亞取回所有記憶，並在地下密室內取得光之書「那迦」，而潛藏在她體內的聖戰士血統亦隨即覺醒。攻入王都後，尤莉亞與賽列斯一同挺身面對尤利烏斯及羅普托烏斯，最終以光之書「那迦」及聖劍「斬裂劍」成功擊敗尤利烏斯，再次封印羅普托烏斯。戰爭結束後，尤莉亞回復了其帝國公主的身份，而賽列斯則成為古蘭貝爾帝國的新任統治者，他亦把周邊國家的統治權交還至各自的繼承人手上。

## 开发
在1994年完成《火焰之紋章 紋章之謎》之後，開發團隊便開展《聖戰之系譜》的製作。系列創作者加賀昭三以遊戲總監、設計師及編劇的身份回歸，而曾經參與先前數部作品的配樂創作的作曲家辻橫由佳亦繼續擔任同一職位。另外，橫井軍平繼續擔任遊戲製作人，而這部作品亦是他最後參與開發的遊戲。角色設計主要由小屋勝義負責，廣田麻由美則擔任輔助。小屋曾經參與前作《紋章之謎》的角色設計，但在這次開發過程內加賀及他都不太滿意自己所繪製的插圖的質素，因此他沒有參與系列後續作品的角色設計工作。後來，加賀以前作《紋章之謎》的開發週期作對比，把此事歸因於嚴格的時間限制。另外，加賀又指廣田的作品充滿熱情，並稱讚她會設法捕捉及理解他對於遊戲角色的看法。由於參與前作《紋章之謎》及本作開發工作的成員出現較大轉變，加上大多數開發人員忙於搬遷辦公室，因此整體開發工作較為混亂。根據後來成為火焰之紋章系列其中一位遊戲製作人的樋口雅大的說法，遊戲的最初概念與典型火焰之紋章系列遊戲有著很大差異，因此它在當時被稱為《聖劍之紋章 凱撒》。但後來因篇幅所限及一些不能透露的原因，開發團隊不得不棄用該名稱。隨著遊戲內容越來越符合火焰之紋章系列，開發團隊把遊戲標題改為《劍之紋章》，而在遊戲機制漸趨穩定後，團隊正式把遊戲納入系列內，成為該系列的第四部作品。
鑑於系列首三款遊戲皆採用類似的背景設定，當中《暗黑龍與光之劍》及《紋章之謎》均以阿卡奈亞大陸為背景，故此加賀昭三打算為下一部系列作品創作新的背景故事。加賀表示自己一方面想跳出阿卡奈亞大陸的範圍，另一方面打算嘗試參與創作大型歷史劇集。加賀又指以往系列作品的主題都是圍繞著英雄的傳說，但這款作品的主角是世界與歷史，而這一點與數款前作的視角都不相同。一如以往，遊戲背景設定是從歐洲中世紀時期汲取靈感，但故事則改為取材自北歐神話及凱爾特神話，而非早期作品的古希臘羅馬神話。遊戲與前作《紋章之謎》類似，其故事分為前後兩部，分別描述西格爾特及其子賽列斯，而故事主題則是「人類的愚蠢如何偽造歷史」。加賀把遊戲焦點由角色轉移至故事背景尤格多拉爾大陸上，目的是要顯示衝突的規模，並使其看起來像正在發生的歷史事件。儘管發生在尤格多拉爾大陸上的衝突清楚地說明善與惡之間的鬥爭，但遊戲主要故事對於善與惡之間的區分卻甚為模糊，例如十二聖戰士的後代是處於對立狀態而非團結在一起。而更為明顯的例子是遊戲內的其中一名角色阿爾維斯，他四出征服不同國家，只為結束世人對暗黑神羅普托烏斯後代的歧視。因此，加賀沒有建立一個以自業自得及道德為主題的故事情節，反而是建構一個更為貼近現實的場景。這種現實主義還促使開發團隊加入諸如弑父及亂倫之類的元素，雖然這些元素早已經出現在歷史上，但當時的遊戲通常不會把它們納入至故事內。另外，開發團隊原本把遊戲故事分成三部分，其中中間部分的內容將會涵蓋前後兩部分之間的時間，從而能夠更集中地描寫以弑父及亂倫為主的情節，但最終卻因時間限制而刪減了該部分內容。而在後來的訪問中，加賀認為他專注於敘事上反而削弱了遊戲玩法。
當時擔任遊戲程式設計師的成廣通表示，遊戲最初的玩法概念是團隊式戰術遊戲，並排除角色扮演元素，但後來又回到傳統的火焰之紋章風格。成廣又指加賀在開發期間一直努力爭取在遊戲內加入更多角色扮演元素，甚至開發團隊更一度認為遊戲已變為一款成熟的角色扮演遊戲。由於加賀希望遊戲擁有一個史詩級的故事，導致其地圖比例大大增加。另外，開發團隊對金錢、角色兵種及等級系統進行調整以維持遊戲平衡，同時亦調整了部份單位的動作以使戰鬥更為真實。指揮官的等級制度旨在正確傳達某些角色作為領導者所給予人的印象，而非單純依靠數據增長。開發團隊最初計劃讓玩家可在任務之間自由探索據點，但礙於硬件限制，大部分功能需作刪減，最終只有基本概念仍保留在遊戲中。成廣指遊戲原型與最終版本之間有著巨大的差異，並估計在開發過程中遊戲被重新製作了兩至三次。另外，開發團隊根據遊戲粉絲的反饋，大大調整及擴展了自《紋章之謎》引入的支援系統，例如角色單位之間的對話會根據各種因素而觸發，從而豐富他們的背景故事。在開發期間，加賀提議在遊戲內增設戀愛系統，一方面能擴展支援系統，另一方面亦能滿足他對於創作史詩級故事的願望。但礙於儲存空間的限制，開發團隊刪減了如透過送禮以增加角色好感度之類的元素。而據成廣所述，加賀的戀愛系統構思是啟發自純種馬的繁殖。當加賀要求加入戀愛系統時，所有開發人員都感到震驚，而據估計若要使系統功能正常運行則需要整整一年的開發時間。在當時，戀愛系統隨著遊戲趨勢而逐漸流行起來。開發團隊透過戀愛系統讓玩家自由配對角色，而角色之間所孕育的孩子則會作為獎勵而出現，並會繼承雙親的血統及技能等。但即使玩家對該系統沒有興趣，仍然能獲得相同的遊戲體驗，不至於影響遊戲的進行。

## 發行
任天堂首次公開遊戲時，原本稱其為《火焰之紋章 光的繼承者》，並訂於1996年3月發行。但後來延至同年5月14日於日本國內發行，並把遊戲重新命名為《火焰之紋章 聖戰之系譜》。遊戲是繼《紋章之謎》後，第二款發行於超級任天堂的系列作品。與早期的系列遊戲一樣，任天堂並未在西方世界發行此遊戲，不過後來有遊戲粉絲發佈了修補程式，把遊戲由日語翻譯為英語。另外，任天堂分別在2007年1月30日、2013年4月27日及2016年8月27日，透過Virtual Console在日本釋出了對應Wii、Wii U及任天堂3DS的遊戲版本。2021年5月26日，任天堂透過任天堂Switch線上服務釋出了對應任天堂Switch的遊戲版本。

## 反響
| 媒体    | 得分  |
| ------- | ----- |
| RPGamer | 7/10  |
| Fami通  | 31/40 |

截至2002年，遊戲的總銷量約為49.8萬份，在當時的火焰之紋章系列銷量排行榜內位列第二。在《FAMI通》四位評論家的交叉評論內，遊戲獲得31分，是整個系列內得分最低的作品。RPGamer的托尼·格林（Tony Green）稱讚遊戲玩法及戰鬥系統流暢且容易上手，玩家能夠在短時間內掌握從而極大地提高遊戲樂趣，又指遊戲故事及其配樂都令人難以忘記。但同時，格林亦指出遊戲的難度頗高，首兩個任務過後難度便有所提升，迫使玩家需要把角色的等級維持在一定水平，否則便會輕易遭敵方擊敗。另外，格林認為遊戲缺乏正式的語言本地化，因此西方玩家面臨的最大挑戰是語言障礙。《任天堂力量》的編輯在遊戲預覽中給予正面評價，並在提及遊戲玩法時指玩家應該「忘記他們對角色扮演遊戲及策略遊戲的所有認知」。該名編輯又稱讚遊戲畫面、配樂及複雜的故事情節，並指它確實是一款史詩般的遊戲。
《模擬時代》的編輯表示遊戲是其中一款在刻畫角色性格上較為成功的戰略角色扮演遊戲，同時指其亦是超級任天堂上最經典的戰略遊戲。另外，Nintendo Wire的艾美麗雅·弗魯澤蒂（Amelia Fruzzetti）讚揚遊戲玩法及故事情節，又指其合共114首的配樂在當時來說可謂數量繁多，令人留下深刻印象。她又指遊戲的角色戰鬥模組做得甚好，角色肖像具有90年代動漫風格，予人一種類似動畫節目《新機動戰記高達W》的感覺。而在提及故事情節時，她表示遊戲故事主題黑暗，包含邪教、大屠殺、背叛及莎士比亞悲劇等元素，這清楚地說明為什麼任天堂在遊戲發行的1996年便不熱衷對其進行語言本地化。該年亦是喬治·R·R·馬丁的《冰與火之歌》系列首部小說發行的時期，她表示部份遊戲粉絲會把這款遊戲戲稱為「冰與火焰之紋章之歌」（A Song of Ice and Fire Emblem），因兩者均有著龐大的角色數量，而且故事主題都是較為灰暗。
2013年，Destructoid的克里斯·卡特（Chris Carter）在火焰之紋章系列內選出五款最佳遊戲，而本作亦位列其中，原因是它在當時為系列引入了許多採用至今的遊戲機制。2016年，數碼間諜的達米安·麥克弗倫（Damian McFerren）針對未在英國發行的遊戲進行回顧，稱遊戲是火焰之紋章系列內最好的作品，並抨擊任天堂只限於日本國內發行該作。而在RPGamer的一篇文章內，作者卡桑德拉·拉莫斯（Cassandra Ramos）稱遊戲是她最希望看到在海外發行的作品，因其規模及質素都優勝於同一時期發行的其他遊戲作品。碰巧的是，麥克弗倫及拉莫斯均指隨著《火焰之紋章if》在國際上取得商業成功，這款遊戲是一款適合重製的作品。

## 影響
在完成《聖戰之系譜》的開發後，Intelligent Systems於1998年展開了其外傳的開發工作。《火焰之纹章 多拉基亚776》的故事設定在與本作相同的時代，但以另一個國家為背景。當初開發團隊把它視為本作的小型外傳項目，但後來成為了一部完整的火焰之紋章系列遊戲。曾參與本作開發的加賀昭三、廣田麻由美及辻橫由佳均繼續擔任相同職位。1999年，任天堂以任天堂力量卡匣形式在日本國內發行《多拉基亞776》，並在2000年改以ROM卡匣形式發行。這款遊戲是加賀最後一次參與開發的火焰之紋章系列遊戲，他在完成開發工作後便離開了Intelligent Systems，轉往為PlayStation開發《淚指輪傳說 尤特娜英雄戰記》。本作的許多遊戲機制均對系列產生深遠的影響，例如武器三角系統及角色之間的對話等元素構成了系列所有續作的遊戲基礎，而戀愛元素及不同世代的可玩角色則成為《火焰之紋章 覺醒》的核心部分。而可探索據點的遊戲概念則分別在2015年發行的《火焰之紋章if》及2019年發行的《火焰之纹章 风花雪月》內被進一步應用。